# Dugong Buhay
Dugong Buhay é uma telenovela filipina exibida em 2013 pela ABS-CBN. Foi protagonizada por Ejay Falcon e Arjo Atayde, e com atuação antagônica de Noni Buencamino e Christian Vasquez.

## Elenco
- Ejay Falcon - Victor Bernabe / Gabriel de Lara
- Arjo Atayde - Rafael de Lara
- Noni Buencamino - Simon Bernabe
- Lito Pimentel - Pablo de Guzman
- Christian Vasquez - Enrique de Lara
- Ana Capri - Elena Pineda
- Sunshine Cruz - Isabel de Lara
- Ronnie Quizon - Alex de Lara
- Ketchup Eusebio - Christopher "Tope" Bukid
- Yam Concepcion - Sandy de Guzman
- Jed Montero - Patricia "Trisha" Gonzales